# Inga canaminensis
Inga canaminensis är en ärtväxtart som beskrevs av Henry Hurd Rusby. Inga canaminensis ingår i släktet Inga och familjen ärtväxter. Inga underarter finns listade i Catalogue of Life.